# Pomerode
Pomerode, amtlich portugiesisch Município de Pomerode, ist eine südbrasilianische Gemeinde im Bundesstaat Santa Catarina mit ca. 34.500 Einwohnern. Pomerode liegt am Rio do Testo, rund 25 Kilometer nördlich von Blumenau, zu dem sie bis zum 21. Januar 1959 verwaltungstechnisch gehörte. Um das Jahr 1863 von pommerschen Siedlern gegründet, hat Pomerode heute mit etwa 92 Prozent der Stadtbevölkerung den größten Anteil deutschstämmiger Einwohner in Brasilien. Sie ist Teil der Metropolregion Vale do Itajaí.
Das Stadtgebiet zieht sich auf etwa acht Kilometern Länge durch das in Nord-Süd-Richtung verlaufende Tal des Rio do Testo, wobei sich das Stadtzentrum unmittelbar am westlichen Ufer des Flusses erstreckt. Zwei Hauptstraßen durchziehen in etwa einem Häuserblock Abstand das Zentrum Pomerodes: Die in Teilen als Allee angelegte Avenida Vinte e Um de Janeiro und die etwas östlich davon laufende Rua Luiz Abry, die südlich des Stadtzentrums zur Rua XV de Novembro wird.
Wahrzeichen sind die beiden Stadttore, das Südtor an der Rua XV de Novembro und das weit außerhalb des Stadtzentrums an der Rua Presidente Costa e Silva gelegene Nordtor.
Östlich des Stadtzentrums befindet sich an der Rua Hermann Weege der Zoológico Pomerode (Zoologischer Garten), der auf rund 65.000 Quadratmetern diverse heimische und exotische Tierarten beherbergt, darunter Affen, Löwen, Tiger, Wölfe, Giraffen, Zebras, Elefanten, Flusspferde sowie diverse Reptilien- und Vogelarten.

## Sehenswürdigkeiten

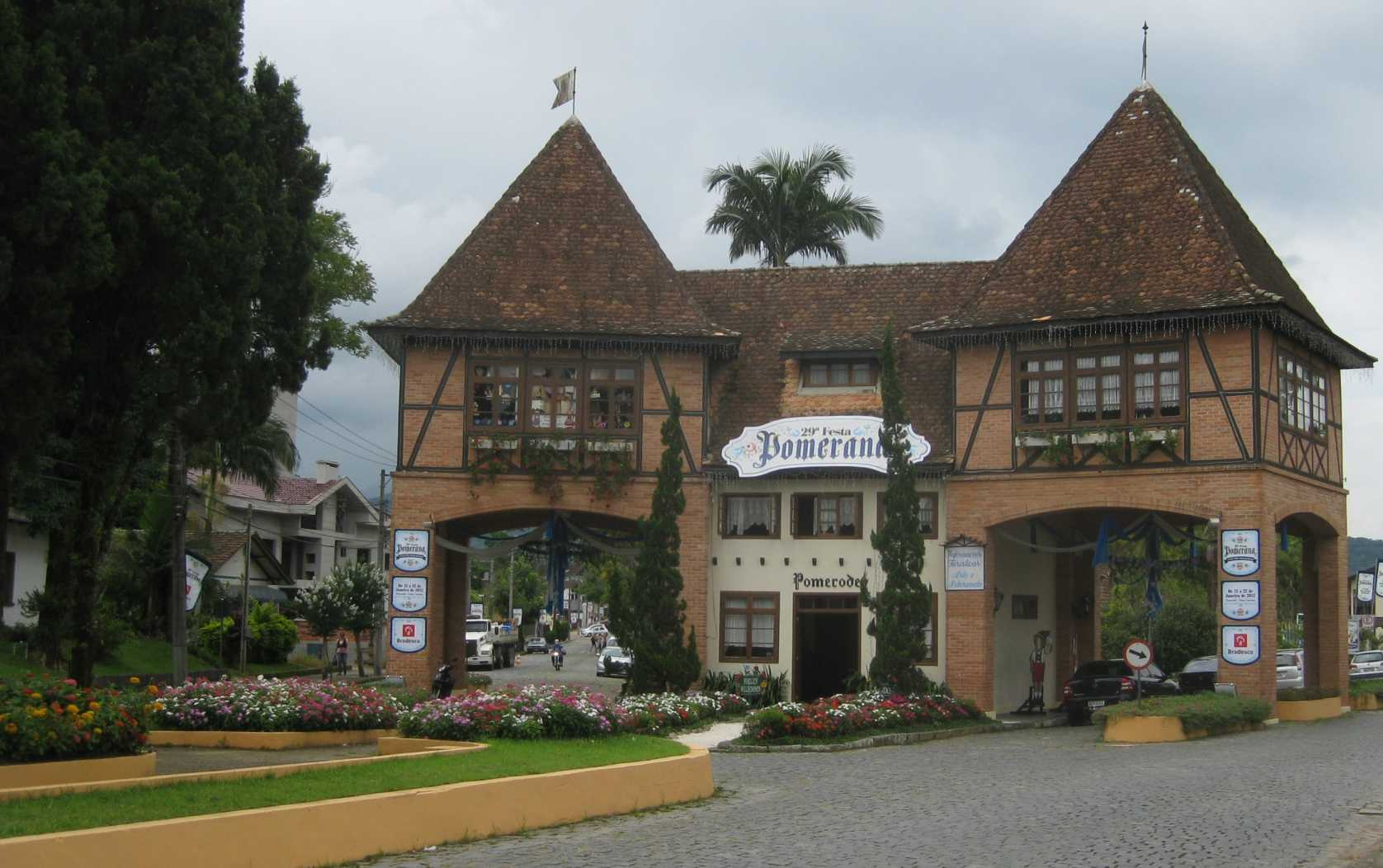
Südtor in Pomerode
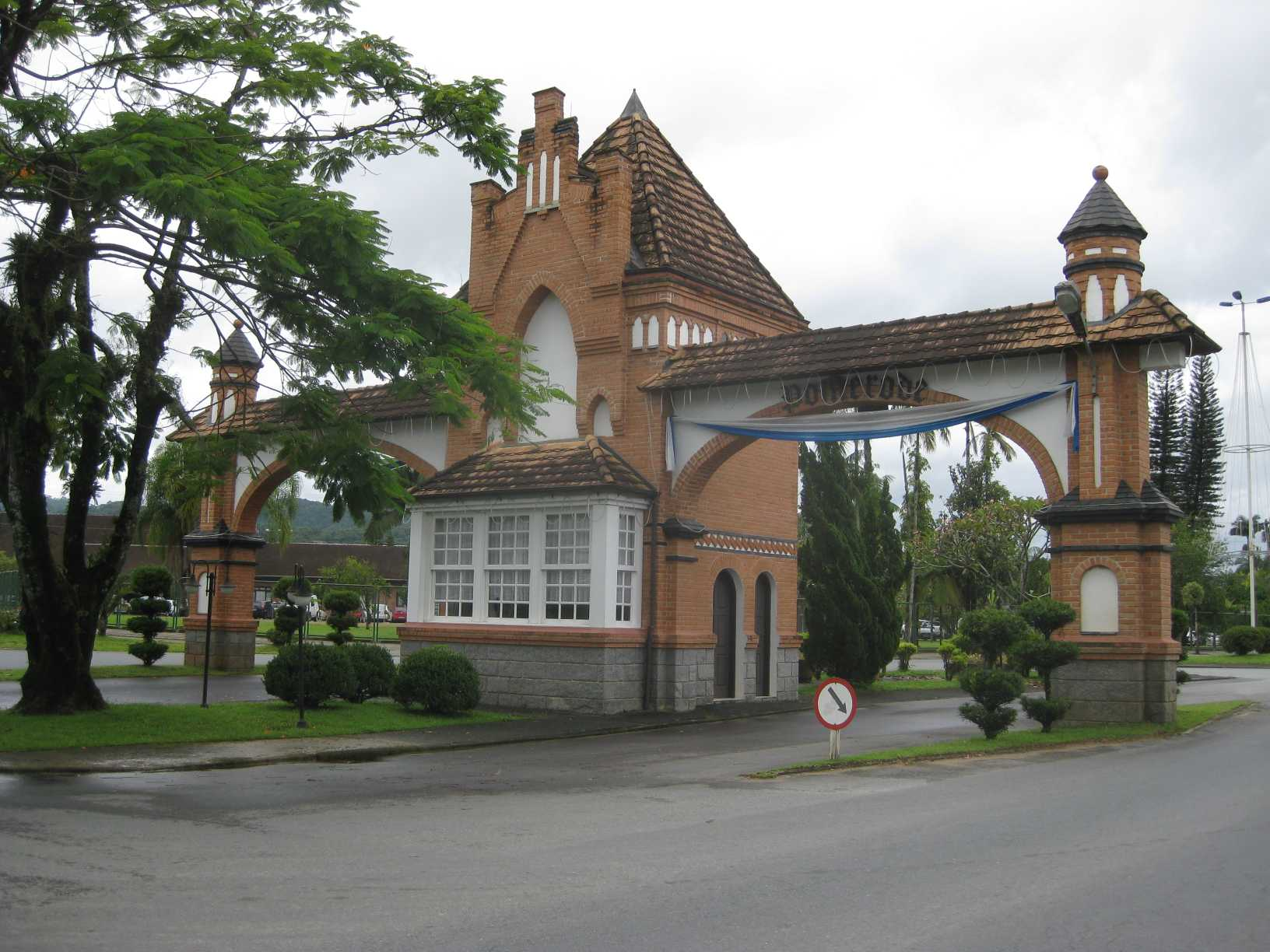
Nordtor in Pomerode: Portico do Imigrante Wolfgang Weege
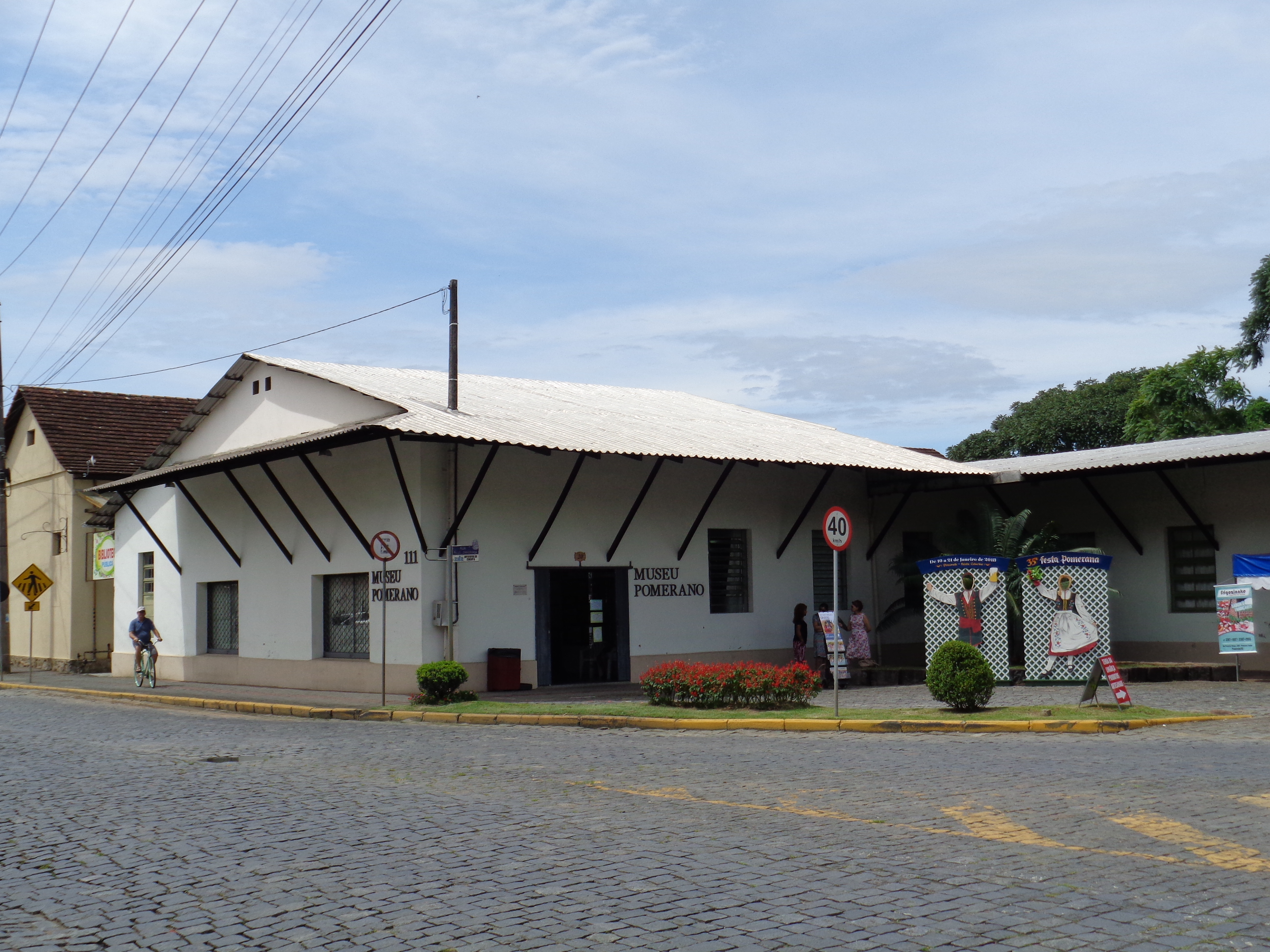
Museu Pomerano (Heimatmuseum)
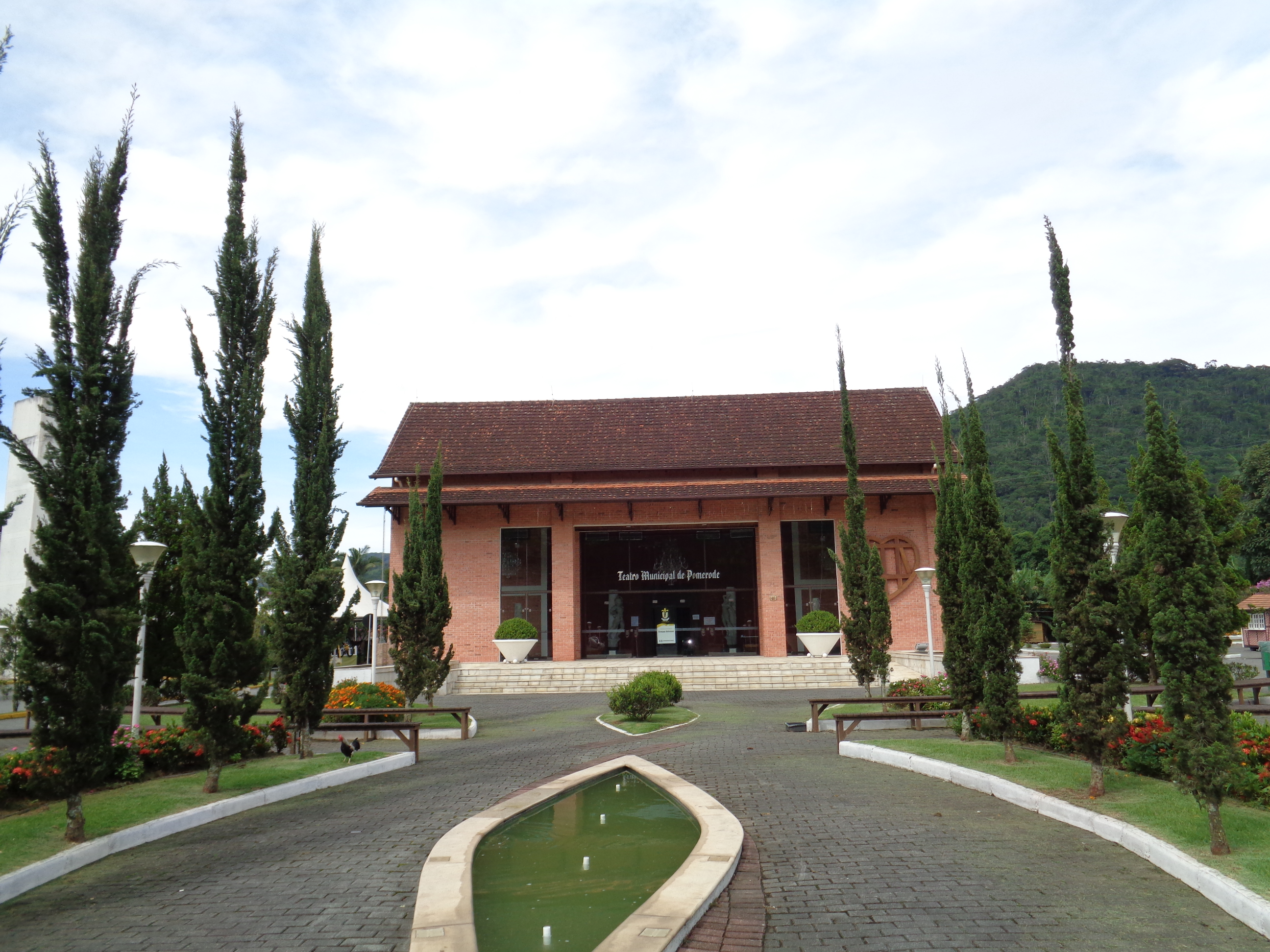
Teatro Municipal (Stadttheater)

## Stadtverwaltung
Stadtpräfekt (Bürgermeister) ist seit der Kommunalwahl 2016 für die Amtszeit 2017 bis 2020 Ércio Kriek von den Democratas (DEM). Kriek ist bei der Kommunalwahl 2020 als Bürgermeister wiedergewählt worden. Er wird damit auch Bürgermeister in der Amtszeit von 2021 bis 2024 bleiben.
Die Legislative liegt bei einem Stadtrat, den vereadores, aus neun gewählten Abgeordneten.

## Sprache und Kultur
Kennzeichnend für die Stadt ist, dass sich Ostpommersch als Umgangs- und Deutsch als Schriftsprache bis heute gehalten haben. Seit 2010 ist Deutsch auch die zweite offizielle Sprache der Stadt. Ferner ist der Bezug pommerscher Kultur allgegenwärtig, was sich insbesondere durch den Baustil vieler Gebäude, das kulinarische Angebot und die seit 1984 jährlich stattfindende „Festa pomerana“ ausdrückt, mit der die Bewohner mit Trachten und Blasmusik über eine Woche ihr Stadtfest feiern. Die Stadt fördert den Radverkehr, auch in Zusammenarbeit mit ihrer Partnerstadt Greifswald und beteiligt sich als einzige Stadt Lateinamerikas am "Stadtradeln".

## Religion
Die Religion ist geprägt von evangelikalen Gemeinden und ihren Pastoren, die häufig der Pfingstkirche nahestehen.

## Sport
In Pomerode fanden die U-18-Faustball-Weltmeisterschaft der Frauen 2014 und die U-18-Faustball-Weltmeisterschaft 2014 statt.

## Wirtschaft
Größte Arbeitgeber in der Stadt sind ein Werk der Bosch Rexroth AG, in dem vor Ort circa 400 Mitarbeiter beschäftigt sind, zwei Werke der Netzsch-Gruppe mit rund 600 Mitarbeitern sowie ein Werk des 1945 gegründeten brasilianischen Porzellanherstellers Porcelana Schmidt.

## Partnerstädte
- Greifswald, Mecklenburg-Vorpommern, Deutschland, seit 2001
- Torgelow, Mecklenburg-Vorpommern, Deutschland

Es gibt sowohl einen Greifswalder (Praça de Greifswald) als auch einen Torgelower Platz (Praça de Torgelow) im Zentrum Pomerodes.

## Persönlichkeiten
- Hans Fischer (1961-1988), Radrennfahrer